# Olympische Winterspiele 1988/Behindertenskisport
Bei den XV. Olympischen Spielen 1988 in Calgary wurden vier Wettbewerbe im Behindertenskisport ausgetragen. Die Bewerbe hatten den Status einer Vorführung.

## Medaillenspiegel
| Platz  | Land               | Gold | Silber | Bronze | Gesamt |
| ------ | ------------------ | ---- | ------ | ------ | ------ |
| 1      | Vereinigte Staaten | 1    | 2      | 1      | 4      |
| 2      | Österreich         | 1    | –      | 1      | 2      |
| 2      | Norwegen           | 1    | –      | 1      | 2      |
| 4      | BR Deutschland     | 1    | −      | −      | 1      |
| 5      | Finnland           | −    | 1      | −      | 1      |
| 5      | Schweden           | −    | 1      | −      | 1      |
| 7      | Schweiz            | −    | –      | 1      | 1      |
| Gesamt | Gesamt             | 4    | 4      | 4      | 12     |

## Männer

### Riesenslalom für Oberschenkelamputierte
| Platz | Land | Sportler        | Zeit (min) |
| ----- | ---- | --------------- | ---------- |
| 1     | FRG  | Alexander Spitz | 1:21,10    |
| 2     | USA  | Greg Mannino    | 1:22,87    |
| 3     | SUI  | Fritz Berger    | 1:25,60    |
| 4     | AUT  | Peter Perner    | 1:25,66    |
| 5     | USA  | David Jamison   | 1:25,95    |

Datum: 21. Februar, 12:30 Uhr
Es waren 13 Läufer aus 7 Nationen am Start.

### 5-km-Langlauf für Blinde
| Platz | Land | Sportler                            | Zeit (min) |
| ----- | ---- | ----------------------------------- | ---------- |
| 1     | NOR  | Hans Anton Ålien Guide: Arne Homb   | 18:51,2    |
| 2     | SWE  | Åke Pettersson Guide: Råland Stridh | 19:29,7    |
| 3     | NOR  | Asmund Tverit Guide: Kjetil Ulvang  | 19:48,6    |
| 4     | GBR  | Peter Young Guide: J. Knutsen       | 19:49,3    |
| 5     | FIN  | Mauno Sulisalo Guide: E. Ukkonen    | 19:56,3    |

Datum: 17. Februar, 11:30 Uhr
Es waren 20 Läufer aus 8 Nationen am Start.

## Frauen

### Riesenslalom für Oberschenkelamputierte
| Platz | Land | Sportler      | Zeit (min) |
| ----- | ---- | ------------- | ---------- |
| 1     | USA  | Diana Golden  | 1:26,41    |
| 2     | USA  | Cathy Gentile | 1:32,86    |
| 3     | USA  | Martha Hill   | 1:34,87    |
| 4     | CAN  | Lynda Chyzyk  | 1:36,21    |
| 5     | FRA  | Virgine Lopez | 1:41,86    |

Datum: 21. Februar, 11:30 Uhr
Es waren 5 Läuferinnen aus 3 Nationen am Start.

### 5-km-Langlauf für Blinde
| Platz | Land | Sportler                                  | Zeit (min) |
| ----- | ---- | ----------------------------------------- | ---------- |
| 1     | AUT  | Veronika Preining Guide: Siegfried Haberl | 22:56,3    |
| 2     | FIN  | Kirsti Pennänen Guide: Antero Viljaharju  | 23:00,1    |
| 3     | AUT  | Margaret Heger Guide: Manfred Pucher      | 26:59,3    |
| 4     | SOV  | Valentina Grigoryeva Guide: L. Fyodor     | 27:44,3    |
| 5     | AUT  | Doris Campbell Guide: Hermann Tidl        | 29:31,     |

Datum: 17. Februar, 11:30 Uhr
Es waren 5 Läuferinnen aus 3 Nationen am Start.